# Eloeophila solstitialis
Eloeophila solstitialis is een tweevleugelige uit de familie steltmuggen (Limoniidae). De soort komt voor in het Nearctisch gebied.